# Janne Gleerup
Janne Gleerup (født 29. oktober 1973 i Aarup) er tidligere dansk arbejdslivsforsker ved Roskilde Universitet, som 1. januar 2025 er tiltrådt som forperson for fagforbundet DM.

## Biografi
Janne Gleerup er uddannet cand.mag. i pædagogik og uddannelsesforskning fra Roskilde Universitet med bifag i sociologi fra Københavns Universitet. Hun har desuden en ph.d. fra samme sted, som hun erhvervede i 2000.
Hun har været lektor ved Institut for Mennesker og Teknologi ved Roskilde Universitet og har blandt andet forsket i det prekære arbejdsmarked.

### Faglige poster
Janne Gleerup har siden 2006 været medlem af hovedbestyrelsen i DM. På universitetet har hun siden 2018 været fællestillidsmand for det videnskabelige personale, ligesom hun fra 2016 har været tillidsrepræsentant på Institut for Mennesker og Teknologi.Siden 2022 har hun været formand for Akademikerpension.
Efter at mangeårig formand for DM Camilla Gregersen i kølvandet på en sag om dårligt arbejdsmiljø på fagforbundets sekretariat meddelte, at hun ikke genopstiller, meldte Janne Gleerup sig i august 2024 som forpersonskandidat. DM offentliggjorde 8. oktober 2024 resultatet af urafstemningen blandt medlemmerne. Janne Gleerup havde med 71,12 procent af stemmerne vundet kampvalget.